# کارول سماحه
کارول سَماحَه (به عربی: كارول سماحة) (زاده ۲۵ ژوئیه ۱۹۷۲ - بیروت) خواننده و بازیگر عرب لبنانی می‌باشد وی
دارای کارشناسی ارشد در سال ۱۹۹۹ است.
کارول دارای دو برادر است. ایشان فعالیت خود را با بازی در تئاتر و تلویزیون با کمک علی منصور رحبانی آغاز کرد. او اولین آلبوم خود را با نام حلم (رؤیا) در سال ۲۰۰۳ به بازار داد و لقب بهترین خواننده را در سال ۲۰۰۴ از سوی عرب میوزیک دریافت کرد.
کارول یک مسیحی کاتولیک می‌باشد.